# Leptogaster filiventris
Leptogaster filiventris là một loài ruồi trong họ Asilidae. Leptogaster filiventris được Hsia miêu tả năm 1949.